# بازی‌های آسیایی ساحلی ۲۰۱۶
بازی‌های آسیایی ساحلی ۲۰۱۶ پنجمین دوره از بازی‌های آسیایی ساحلی است که در شهر نها ترنگ در ویتنام برگزار می‌گردد.
این سومین باریست که ویتنام میزبان یک رویداد چند ورزشی می‌باشد این کشور تا کنون میزبان ۱ دوره بازی‌های آسیایی درون سالن، یک دوره بازی‌های آسیایی جنوب شرق بوده‌است.